# Jogos Europeus Júnior de Atletismo de 1964

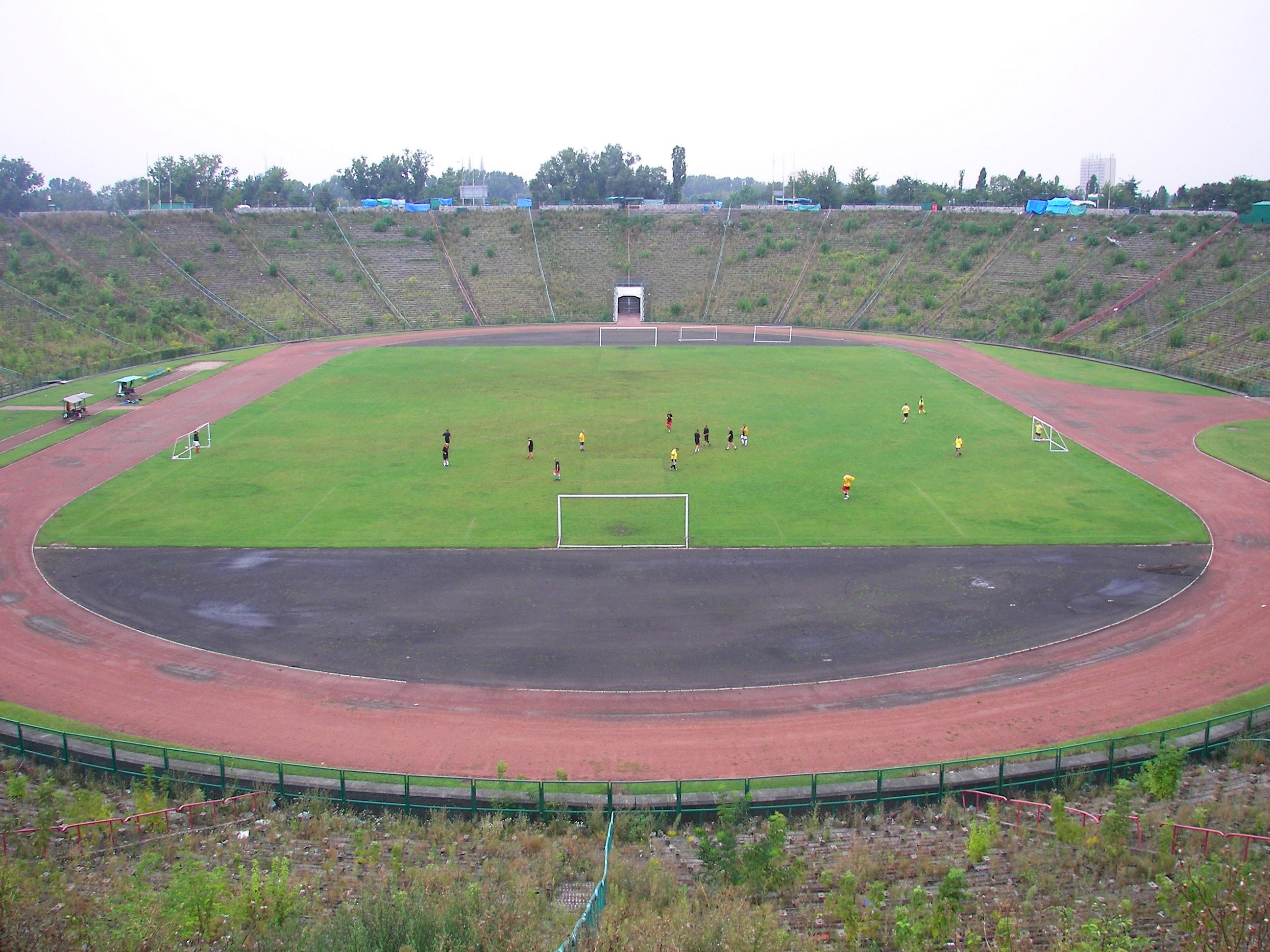
O estádio anfitrião em Varsóvia

Os Jogos Europeus Júnior de Atletismo de 1964 foram a primeira edição bienal da competição de atletismo para atletas com menos de vinte anos, classificados como Júnior, sem sanção da Associação Europeia de Atletismo. O evento foi realizado no Estádio da Década em Varsóvia na Polônia, entre 18 e 20 de setembro de 1964. A competição levou a criação do Campeonato Europeu Júnior de Atletismo em 1970.  

## Resultados
Esses foram os resultados dos jogos 
Masculino
| Evento                       | Ouro                                                                                        | Ouro   | Prata                                                                                      | Prata  | Bronze                                                                               | Bronze |
| ---------------------------- | ------------------------------------------------------------------------------------------- | ------ | ------------------------------------------------------------------------------------------ | ------ | ------------------------------------------------------------------------------------ | ------ |
| 100 m                        | Zhivko Traykov · Bulgária                                                                   | 10.6   | Aleksandr Lebedev · União Soviética                                                        | 10.8   | Tadeusz Cuch · Polónia                                                               | 10.8   |
| 200 m                        | Gérard Fenouil · França                                                                     | 21.6   | Tadeusz Jaworski · Polónia                                                                 | 21.9   | István Batori · Hungria                                                              | 21.9   |
| 400 m                        | Ingo Röper · Alemanha Ocidental                                                             | 48.9   | Stanisław Grędziński · Polónia                                                             | 48.9   | Nikolay Shkarnikov · União Soviética                                                 | 49.0   |
| 800 m                        | Franz-Josef Kemper · Alemanha Ocidental                                                     | 1:51.9 | Oleg Rayko · União Soviética                                                               | 1:53.2 | Jean-Pierre Dufresne · França                                                        | 1:55.1 |
| 1.500 m                      | Jürgen Haase · Alemanha Oriental                                                            | 3:52.4 | Oleg Rayko · União Soviética                                                               | 3:52.7 | Ulf Högberg · Suécia                                                                 | 3:53.6 |
| 3.000 m                      | Jürgen Haase · Alemanha Oriental                                                            | 8:25.4 | Jörg Blümer · Alemanha Oriental                                                            | 8:31.6 | Ivan Pavličević · Iugoslávia                                                         | 8:32.2 |
| 110 m com barreiras          | Boris Pishchulin · União Soviética                                                          | 14.5   | Włodzimierz Martinek · Polónia                                                             | 15.0   | Jean-Pierre Morelatto · França                                                       | 15.0   |
| 400 m com barreiras          | Włodzimierz Martinek · Polónia                                                              | 51.9   | Stanisław Grędziński · Polónia                                                             | 52.3   | Werner Schiedewitz · Alemanha Oriental                                               | 53.8   |
| 1.500 m com obstáculo        | Anders Gärderud · Suécia                                                                    | 4:08.0 | Francesco Valenti · Itália                                                                 | 4:13.1 | Constantin Perju · Roménia                                                           | 4:13.2 |
| Revezamento 4 x 100 metros   | Polónia · Bogusław Pelc · Tadeusz Jaworski · Wojciech Kinowski · Tadeusz Cuch               | 41.6   | União Soviética · Aleksandr Lebedev · Valeriy Ryabenko · Zauri Sarkysyan · Vladimir Kosyak | 41.8   | Alemanha Oriental · Dieter Bartholomey · Bernd Hering · Heiner Malo · Werner Wishöth | 42.1   |
| Revezamento Sprint medley    | União Soviética · Valeriy Ryabenko · Vladimir Kosyak · Zauri Sarkysyan · Nikolay Shkarnikov | 1:55.8 | Polónia · Tadeusz Cuch · Tadeusz Jaworski · Włodzimierz Martinek · Stanisław Grędziński    | 1:55.9 | Hungria · István Batori · László Bodor · Péter Petrovics · László Horváth            | 1:56.1 |
| Salto em altura              | Igor Matveyev · União Soviética                                                             | 2.04   | Bo Jonsson · Suécia                                                                        | 2.01   | Vitaliy Paltsatov · União Soviética                                                  | 1.98   |
| Salto com vara               | John-Erik Blomqvist · Suécia                                                                | 4.40   | Eugeniusz Miklas · Polónia                                                                 | 4.35   | Valeriy Talalay · União Soviética                                                    | 4.30   |
| Salto em distância           | Jan Kobuszewski · Polónia                                                                   | 7.48   | Viktor Saneyev · União Soviética                                                           | 7.42   | Wojciech Chwaluczyk · Polónia                                                        | 7.18   |
| Salto triplo                 | Aleksey Borzenko · União Soviética                                                          | 15.72  | Viktor Saneyev · União Soviética                                                           | 15.71  | Siegfried Dähne · Alemanha Oriental                                                  | 15.37  |
| Arremesso de peso (6 kg)     | Géza Fejér · Hungria                                                                        | 17.05  | Jarosław Grabowski · Polónia                                                               | 15.95  | Adriano Buffon · Itália                                                              | 15.66  |
| Arremesso de disco (1,75 kg) | Géza Fejér · Hungria                                                                        | 51.50  | Jarosław Grabowski · Polónia                                                               | 50.84  | Iosif Naghi · Roménia                                                                | 50.54  |
| Arremesso de martelo (6 kg)  | Gheorghe Costache · Roménia                                                                 | 62.12  | Virgil Ţibulschi · Roménia                                                                 | 56.46  | Martin Šebesta · Tchecoslováquia                                                     | 56.19  |
| Lançamento de dardo          | Witold Krupiński · Polónia                                                                  | 74.59  | Valeriy Popkov · União Soviética                                                           | 69.09  | Åke Nilsson · Suécia                                                                 | 68.50  |

Feminino
| Evento                       | Ouro                                                                               | Ouro   | Prata                                                                                  | Prata  | Bronze                                                                                      | Bronze |
| ---------------------------- | ---------------------------------------------------------------------------------- | ------ | -------------------------------------------------------------------------------------- | ------ | ------------------------------------------------------------------------------------------- | ------ |
| 100 m                        | Ewa Kłobukowska · Polónia                                                          | 11.6   | Galina Bukharina · União Soviética                                                     | 12.0   | Angela Höhme · Alemanha Oriental                                                            | 12.0   |
| 200 m                        | Irena Kirszenstein · Polónia                                                       | 23.5   | Natalya Burda · União Soviética                                                        | 24.4   | Angela Höhme · Alemanha Oriental                                                            | 24.8   |
| 600 m                        | Gunilla Olausson · Suécia                                                          | 1:32.3 | Leontina Frunza · Roménia                                                              | 1:32.6 | Inge Ebert · Alemanha Oriental                                                              | 1:32.6 |
| 80 m com barreiras           | Elżbieta Bednarek · Polónia                                                        | 11.2   | Galina Kostinyuk · União Soviética                                                     | 11.3   | Gerda Mittenzwei · Alemanha Oriental                                                        | 11.3   |
| Revezamento 4 x 100 metros   | Polónia · Jadwiga Dudek · Irena Woldańska · Elżbieta Bednarek · Irena Kirszenstein | 46.6   | União Soviética · Natalya Burda · Ludmila Gaponova · Galina Bukharina · Natalya Runova | 46.8   | Alemanha Oriental · Roswitha Handwerk · Angela Höhme · Gerda Mittenzwei · Irmgard Schneider | 47.6   |
| Salto em altura              | Rita Gildemeister · Alemanha Oriental                                              | 1.67   | Jaroslava Králová · Tchecoslováquia                                                    | 1.64   | Dagmar Melzer · Alemanha Oriental                                                           | 1.61   |
| Salto em distância           | Irena Kirszenstein · Polónia                                                       | 6.19   | Dorothee Sander · Alemanha Ocidental                                                   | 5.83   | Maria Zafirova · Bulgária                                                                   | 5.78   |
| Arremesso de peso (6 kg)     | Nadezhda Chizhova · União Soviética                                                | 16.60  | Galina Nyagolova · Bulgária                                                            | 13.17  | Ani Rudova · Bulgária                                                                       | 12.23  |
| Arremesso de disco (1,75 kg) | Nadezhda Chizhova · União Soviética                                                | 45.86  | Gabriele Trepschek · Alemanha Oriental                                                 | 45.71  | Wanda Harasimiuk · Polónia                                                                  | 45.31  |
| Lançamento de dardo          | Mihaela Peneș · Roménia                                                            | 54.54  | Valentina Popova · União Soviética                                                     | 52.33  | Helgard Richter · Alemanha Oriental                                                         | 50.27  |

## Quadro de medalhas
| Ordem | País               | Medalha de ouro | Medalha de prata | Medalha de bronze | Total |
| ----- | ------------------ | --------------- | ---------------- | ----------------- | ----- |
| 1     | Polónia            | 9               | 8                | 3                 | 20    |
| 2     | União Soviética    | 6               | 12               | 3                 | 21    |
| 3     | Alemanha Oriental  | 3               | 2                | 10                | 15    |
| 4     | Suécia             | 3               | 1                | 2                 | 6     |
| 5     | Roménia            | 2               | 2                | 2                 | 6     |
| 6     | Alemanha Ocidental | 2               | 1                | 0                 | 3     |
| 7     | Hungria            | 2               | 0                | 2                 | 4     |
| 8     | Bulgária           | 1               | 1                | 2                 | 4     |
| 9     | França             | 1               | 0                | 2                 | 3     |
| 10=   | Tchecoslováquia    | 0               | 1                | 1                 | 2     |
| 10=   | Itália             | 0               | 1                | 1                 | 2     |
| 12    | Iugoslávia         | 0               | 0                | 1                 | 1     |
| Total | Total              | 29              | 29               | 29                | 87    |